# Ivana Stanković
Ivana Stanković (srbsky Ивана Станковић; * 12. října 1973 Bělehrad) je srbská modelka.
V televizi působí jako porotkyně v show Srpski Top Model (srbská verze americké show Amerika hledá topmodelku), kterou vysílá TV Prva Srpska Televizija. Objevila se na obálce italského Vogue a v roce 1994 se stala vůbec první srbskou modelkou, která se objevila na obálce španělské edice Vogue. Pět let byla tváří značky Armani, pracovala hlavně v Miláně a New Yorku. Pracovala také v Německu pro řadu německých módních návrhářů. Jako modelka pracovala i pro značky Gucci, Armani, Prada, Donna Karan, Missoni, Calvin Klein. Jako modelka se v 90. letech na módních přehlídkách potkávala s Naomi Campbell, Kate Moss, Cindy Crawford a Christy Turlington.
V roce 2011 napsala autobiografii Bez Daha (Bez dechu).